# 음괴
음괴(音塊) 또는 톤 클러스터(tone cluster)는 반음 간격으로 연속된 음을 같이 내는 화음이다. 예를 들면 다, 올림 다, 라, 올림 라, 마, 바가 같이 소리나는 것이다.
헨리 카웰이 피아노 독주곡인 《Dynamic Motion》(1916)과 《The Tides of Manaunaun》(1917)에서 처음 음괴를 썼다. 뒤에 버르토크 벨러와 에런 코플랜드와 같은 작곡가가 피아노곡에서 음괴를 쓰기 시작했다.
음괴는 피아노곡에만 국한된 것이 아니다. 크시슈토프 펜데레츠키의 52개의 현악기를 위한 《히로시마 희생자에게 바치는 애가》(1959)을 ‘음괴에 의한 변주곡’으로 묘사하기도 한다. 리게티 죄르지의 《Atmosphères》의 시작 부분은 가장 큰 음괴 중 하나로, 다섯 옥타브에 걸친 반음 사이의 모든 음이 동시에 조용히 연주된다.